# Beguine
La beguine è un ballo di coppia, simile alla rumba. Secondo i cinque balli rhythm di stile americano la beguine è classificata come rumba. Il termine deriva dal creolo della Martinica, Beke o Begue che indica una persona dalla pelle bianca, beguine ne è il sostantivo femminile.

## Storia
Il ballo nasce negli anni 30 del XX secolo nei Caraibi, in particolare nelle isole di Martinica e Guadalupa, devitao dalla rumba della quale prende il ritmo, anche se più rallentato. Ne esistono di due tipi: quella che deriva dalla controdanza e quella chiamata beguine-beguine, di matrice afroamericana.
Fu Cole Porter che, con il brano Begin the Beguine, scritto nel 1935 per il musical di Broadway Jubilee e portato al successo nel 1938 con un adattamento orchestrale, fece conoscere il ballo al di fuori dei Caraibi. Il brano fu usato per il musical cinematografico Balla con me con Fred Astaire ed Eleanor Powell.
Un'altra beguine famosa è stata Beneath The Southern Cross scritta da Richard Rogers per il musical Victory at Sea nel 1952.